# Nati nel 1995/Febbraio
| Questa pagina contiene informazioni ricavate automaticamente dalle voci biografiche con l'ausilio del template Bio e di un bot. L'aggiornamento è periodico e automatico e ricostruisce completamente la pagina. Se manca una persona in questa lista, sei pregato di non aggiungerla, ma accertati piuttosto che la sua voce biografica contenga il template Bio e che i dati anagrafici siano correttamente compilati. Se il template Bio manca, inseriscilo tu stesso o, in alternativa, metti l'avviso {{tmp\|Bio}} che ne segnala la mancanza. Se i dati riportati sono sbagliati, correggi direttamente la voce biografica; le modifiche saranno visibili in questa lista entro pochi giorni. Per chiarimenti vedi il progetto biografie. La lista contiene solo le 491 persone che sono citate nell'enciclopedia e per le quali è stato implementato correttamente il template Bio. Pagina aggiornata al 18 ago 2025. |

- 1º febbraio - Noah Allen, cestista statunitense
- 1º febbraio - Ismael Athuman, calciatore keniota
- 1º febbraio - Chikosi Basden, calciatore bermudiano
- 1º febbraio - Andrija Ćorić, ex cestista croato
- 1º febbraio - Richard Dorrego, calciatore uruguaiano
- 1º febbraio - Juninho, calciatore brasiliano
- 1º febbraio - Eygló Ósk Gústafsdóttir, nuotatrice islandese
- 1º febbraio - Oliver Heldens, disc jockey e produttore discografico olandese
- 1º febbraio - Ivica Ivušić, calciatore croato
- 1º febbraio - Jelyzaveta Kalanina, judoka ucraina
- 1º febbraio - Elizaveta Komarova, cestista russa
- 1º febbraio - Li Xuanhao, goista cinese
- 1º febbraio - Lucas Masoero, calciatore argentino
- 1º febbraio - Jack McLoughlin, ex nuotatore australiano
- 1º febbraio - Edward Planckaert, ciclista su strada belga
- 1º febbraio - Verena Preiner, multiplista austriaca
- 1º febbraio - Rachele Risaliti, ex modella italiana
- 1º febbraio - Ryan Taylor, cestista statunitense
- 1º febbraio - Emily Thater, pallavolista statunitense
- 1º febbraio - Mërgim Vojvoda, calciatore albanese
- 1º febbraio - Tracy Walker, giocatore di football americano statunitense
- 2 febbraio - Fraser Aird, calciatore canadese
- 2 febbraio - Michail Babičaŭ, calciatore bielorusso
- 2 febbraio - Douglas Baggio, calciatore brasiliano
- 2 febbraio - Tom Blyth, attore britannico
- 2 febbraio - Chris Bumstead, culturista canadese
- 2 febbraio - Ihor Charatin, calciatore ucraino
- 2 febbraio - Erik Nascimento, calciatore brasiliano
- 2 febbraio - Armanto Gkoufas, calciatore nicaraguense
- 2 febbraio - Liam Grimshaw, calciatore inglese
- 2 febbraio - Laura Gurioli, rugbista a 15 italiana
- 2 febbraio - Aleksander Jagiełło, ex calciatore polacco
- 2 febbraio - Aaron Johnston, copilota di rally irlandese
- 2 febbraio - Marko Jovičić, ex calciatore serbo
- 2 febbraio - Arfa Karim, informatica pakistana († 2012)
- 2 febbraio - Karol Linetty, calciatore polacco
- 2 febbraio - Dylan Louiserre, calciatore francese
- 2 febbraio - Ambika Mod, attrice britannica
- 2 febbraio - Giovanni Morini, hockeista su ghiaccio italiano
- 2 febbraio - Erica Nicoli, taekwondoka italiana
- 2 febbraio - Callum Robinson, calciatore inglese
- 2 febbraio - Stanley Sanudi, calciatore malawiano
- 2 febbraio - Melo Trimble, cestista statunitense
- 3 febbraio - Houssen Abderrahmane, calciatore francese
- 3 febbraio - Evelyn Akhator, cestista nigeriana
- 3 febbraio - José Angulo, calciatore ecuadoriano
- 3 febbraio - Deian Boldor, calciatore rumeno
- 3 febbraio - Davide Bulzamini, pallamanista italiano
- 3 febbraio - Robert Candrea, ex calciatore rumeno
- 3 febbraio - Javier Carrasco Sanz, giocatore di football americano spagnolo
- 3 febbraio - Jake Cooper, calciatore inglese
- 3 febbraio - Aby Gaye, cestista francese
- 3 febbraio - Víctor Guzmán, calciatore messicano
- 3 febbraio - Anthony Hernandez, calciatore gibilterriano
- 3 febbraio - Miha Hrobat, sciatore alpino sloveno
- 3 febbraio - José León Bernal, calciatore spagnolo
- 3 febbraio - David Per, ciclista su strada sloveno
- 3 febbraio - Alexīs Spyridōnidīs, cestista greco
- 3 febbraio - Marvin Stefaniak, calciatore tedesco
- 3 febbraio - Tao Tsuchiya, attrice, ballerina e modella giapponese
- 3 febbraio - Rudolf Turkaj, calciatore albanese
- 3 febbraio - Yago Felipe da Costa Rocha, calciatore brasiliano
- 3 febbraio - Léo Ceará, calciatore brasiliano
- 3 febbraio - Edin Šehić, calciatore bosniaco
- 3 febbraio - Namiq Ələsgərov, calciatore azero
- 4 febbraio - Dakarai Allen, cestista statunitense
- 4 febbraio - Brandon Thomas Llamas, calciatore spagnolo
- 4 febbraio - Elvin Camalov, calciatore azero
- 4 febbraio - Greta Fernández, attrice spagnola
- 4 febbraio - Taylor Fricano, pallavolista statunitense
- 4 febbraio - Philipp Förster, calciatore tedesco
- 4 febbraio - Serob Grigoryan, calciatore russo
- 4 febbraio - Thomas Hagelskjær, calciatore danese
- 4 febbraio - Benjamin Hassan, tennista libanese
- 4 febbraio - Evgenij Kozlov, calciatore russo
- 4 febbraio - Valter Lindström, ex cestista svedese
- 4 febbraio - Igor Postonjski, calciatore croato
- 4 febbraio - Luis Pérez Maqueda, calciatore spagnolo
- 4 febbraio - Ella Rumpf, attrice svizzera
- 4 febbraio - Ali Salmeen, calciatore emiratino
- 4 febbraio - Anastasija Sedova, fondista russa
- 4 febbraio - Pione Sisto, calciatore ugandese
- 4 febbraio - Aynur Toleuova, modella kazaka
- 4 febbraio - Lisa Vittozzi, biatleta italiana
- 5 febbraio - Paul Arriola, calciatore statunitense
- 5 febbraio - Erick Castillo, calciatore ecuadoriano
- 5 febbraio - Dimitri Cavaré, calciatore francese
- 5 febbraio - Rouguy Diallo, triplista francese
- 5 febbraio - Jens Martin Gammelby, calciatore danese
- 5 febbraio - Ratchanok Intanon, giocatrice di badminton thailandese
- 5 febbraio - James Santos das Neves, calciatore brasiliano
- 5 febbraio - Adnan Januzaj, calciatore belga
- 5 febbraio - Nikola Karaklajić, calciatore serbo
- 5 febbraio - Oleksij Kovtun, calciatore ucraino
- 5 febbraio - Chris McCullough, cestista statunitense
- 5 febbraio - Kennedy Meeks, cestista statunitense
- 5 febbraio - Nano, ex calciatore spagnolo
- 5 febbraio - Samuela Nabenia, calciatore figiano
- 5 febbraio - Isaiah Piñeiro, cestista statunitense
- 5 febbraio - Marco Spissu, cestista italiano
- 5 febbraio - Andrine Tomter, calciatrice norvegese
- 5 febbraio - Jon Toral, calciatore spagnolo
- 5 febbraio - Guram Tushishvili, judoka georgiano
- 5 febbraio - Vita Vea, giocatore di football americano statunitense
- 5 febbraio - Bruno Viana, calciatore brasiliano
- 5 febbraio - Benedek Váradi, cestista ungherese
- 5 febbraio - Yin Chengxin, sincronetta cinese
- 5 febbraio - Lucas Áfrico, calciatore brasiliano
- 6 febbraio - Agustín Cáffaro, cestista argentino
- 6 febbraio - Zack Collins, giocatore di baseball statunitense
- 6 febbraio - Enzo Crivelli, calciatore francese
- 6 febbraio - Brandon Goodwin, cestista statunitense
- 6 febbraio - Leon Goretzka, calciatore tedesco
- 6 febbraio - Jorrit Hendrix, calciatore olandese
- 6 febbraio - Ville Husso, hockeista su ghiaccio finlandese
- 6 febbraio - Damian Jeszke, cestista polacco
- 6 febbraio - Zsófia Kónya, pattinatrice di short track ungherese
- 6 febbraio - Jacqueline Lölling, skeletonista tedesca
- 6 febbraio - Sam McQueen, ex calciatore inglese
- 6 febbraio - Philéas Pasqualini, giocatore di football americano e taekwondoka francese
- 6 febbraio - Suad Sahiti, calciatore kosovaro
- 6 febbraio - Álex Serrano, calciatore spagnolo
- 6 febbraio - Justs Sirmais, cantante lettone
- 6 febbraio - Eric Stuteville, ex cestista statunitense
- 6 febbraio - Nyck de Vries, pilota automobilistico olandese
- 7 febbraio - Gaël Andonian, calciatore francese
- 7 febbraio - Cao Yuan, tuffatore cinese
- 7 febbraio - Matthew Davies, calciatore malaysiano
- 7 febbraio - Tom Glynn-Carney, attore britannico
- 7 febbraio - Neil Gourley, mezzofondista britannico
- 7 febbraio - Karel Guzmán, cestista cubano
- 7 febbraio - Joel Mero, ex calciatore finlandese
- 7 febbraio - Matt Mooney, cestista statunitense
- 7 febbraio - Santiago Mosquera, calciatore colombiano
- 7 febbraio - Roberto Osuna, giocatore di baseball messicano
- 7 febbraio - Miroslav Pašajlić, cestista serbo
- 7 febbraio - Giacomo Raffaelli, pallavolista italiano
- 7 febbraio - Cameron Reynolds, cestista statunitense
- 7 febbraio - Shani Tarashaj, ex calciatore svizzero
- 7 febbraio - Alexandra Wenk, nuotatrice tedesca
- 8 febbraio - Alberto Arévalo, tuffatore spagnolo
- 8 febbraio - Kasper Asgreen, ciclista su strada danese
- 8 febbraio - Taliyah Brooks, multiplista statunitense
- 8 febbraio - Uroš Damnjanović, calciatore serbo
- 8 febbraio - Gabriel Deck, cestista argentino
- 8 febbraio - Mijat Gaćinović, calciatore bosniaco
- 8 febbraio - Riaan Hanamub, calciatore namibiano
- 8 febbraio - Hjörtur Hermannsson, calciatore islandese
- 8 febbraio - Joshua Kimmich, calciatore tedesco
- 8 febbraio - Zakarie Labidi, calciatore francese
- 8 febbraio - Jason McCarthy, calciatore inglese
- 8 febbraio - Alexandru Mitriță, calciatore rumeno
- 8 febbraio - Natalia Nykiel, cantante e cantautrice polacca
- 8 febbraio - Arthur Rozenfeld, cestista francese
- 8 febbraio - Kentarō Takahashi, pallavolista giapponese
- 8 febbraio - Jordan Todosey, attrice canadese
- 8 febbraio - Yao Jinnan, ex ginnasta cinese
- 9 febbraio - Saeid Aghaei, calciatore iraniano
- 9 febbraio - Sheraldo Becker, calciatore olandese
- 9 febbraio - Tajh Bellow, attore statunitense
- 9 febbraio - Yann Bodiger, calciatore francese
- 9 febbraio - André Burakovsky, hockeista su ghiaccio svedese
- 9 febbraio - Bence Bánhidi, pallamanista ungherese
- 9 febbraio - Patrick Ciurria, calciatore italiano
- 9 febbraio - Gabriel Constantino, ostacolista e velocista brasiliano
- 9 febbraio - João Afonso Crispim, calciatore brasiliano
- 9 febbraio - Dale Eve, calciatore britannico
- 9 febbraio - França, calciatore brasiliano
- 9 febbraio - Thom Haye, calciatore olandese
- 9 febbraio - Charalampos Kyriakou, calciatore cipriota
- 9 febbraio - Pavol Lisy, goista slovacco
- 9 febbraio - Muhammed Mert, calciatore belga
- 9 febbraio - Otávio Monteiro, calciatore brasiliano
- 9 febbraio - Bruno Nazário, calciatore brasiliano
- 9 febbraio - Mario Pašalić, calciatore croato
- 9 febbraio - Anastasija Pavlova, arciera ucraina
- 9 febbraio - Daniel Sappa, calciatore argentino
- 9 febbraio - Nadine Visser, multiplista e ostacolista olandese
- 9 febbraio - Wang Rui, giocatrice di curling cinese
- 10 febbraio - Iván Alejo, calciatore spagnolo
- 10 febbraio - Martin Boakye, calciatore italiano
- 10 febbraio - Sterling Brown, cestista statunitense
- 10 febbraio - Choi Ji-hee, tennista sudcoreana
- 10 febbraio - Olivier Custodio, calciatore svizzero
- 10 febbraio - Jasmine Sandlas, cantante indiana
- 10 febbraio - Haruna Kawaguchi, attrice e modella giapponese
- 10 febbraio - Naby Keïta, calciatore guineano
- 10 febbraio - Archie Madekwe, attore britannico
- 10 febbraio - Mamadou Maiga, calciatore maliano
- 10 febbraio - Epameinōndas Pantelakīs, calciatore greco
- 10 febbraio - Bobby Portis, cestista statunitense
- 10 febbraio - Marjan Radeski, calciatore macedone
- 10 febbraio - Paul Rigot, cestista francese
- 10 febbraio - Adeline Rudolph, attrice e modella tedesca
- 10 febbraio - Luca Sangalli, calciatore spagnolo
- 10 febbraio - Jared Terrell, cestista statunitense
- 10 febbraio - Lexi Thompson, golfista statunitense
- 10 febbraio - Adam Tzanetopoulos, calciatore greco
- 10 febbraio - Steve Vasturia, ex cestista statunitense
- 10 febbraio - Yuri Matias, calciatore brasiliano
- 10 febbraio - Ǵoko Zajkov, calciatore macedone
- 11 febbraio - Clifford Aboagye, calciatore ghanese
- 11 febbraio - Asier Benito, calciatore spagnolo
- 11 febbraio - Michael Blauensteiner, calciatore austriaco
- 11 febbraio - Jacobi Boykins, cestista statunitense
- 11 febbraio - Mathias Greve, calciatore danese
- 11 febbraio - Luke Humphries, giocatore di freccette inglese
- 11 febbraio - Rick Karsdorp, calciatore olandese
- 11 febbraio - Jonathan Mor, cestista israeliano
- 11 febbraio - Maciej Musiał, attore e doppiatore polacco
- 11 febbraio - Chivv, rapper olandese
- 11 febbraio - Dīmītrīs Popovits, calciatore greco
- 11 febbraio - Elijah Qualls, giocatore di football americano statunitense
- 11 febbraio - Franco Romero, calciatore uruguaiano
- 11 febbraio - Emaxwell Souza de Lima, calciatore brasiliano
- 11 febbraio - Yang Zhaoxuan, tennista cinese
- 11 febbraio - Hansel Zapata, calciatore colombiano
- 11 febbraio - Milan Škriniar, calciatore slovacco
- 12 febbraio - Kent-Are Antonsen, calciatore norvegese
- 12 febbraio - Torben Blech, astista tedesco
- 12 febbraio - Sergio Flores, calciatore messicano
- 12 febbraio - Ed Jones, pilota automobilistico emiratino
- 12 febbraio - Iman Mahdavi, lottatore iraniano
- 12 febbraio - Juan Narváez, calciatore colombiano
- 12 febbraio - Edwuin Pernía, calciatore venezuelano
- 12 febbraio - Maruša Sevšek, calciatrice slovena
- 12 febbraio - Massimiliano Valcareggi, ex sciatore alpino greco
- 12 febbraio - Alessandro Velotto, pallanuotista italiano
- 12 febbraio - Jhon Vásquez, calciatore colombiano
- 13 febbraio - Sebastian Bonecki, calciatore polacco
- 13 febbraio - Frederik Børsting, calciatore danese
- 13 febbraio - Michael Brandner, calciatore austriaco
- 13 febbraio - Alexia Castilhos, judoka brasiliana
- 13 febbraio - Bård Finne, calciatore norvegese
- 13 febbraio - Kendall Fuller, giocatore di football americano statunitense
- 13 febbraio - Nuno Santos, calciatore portoghese
- 13 febbraio - Thai-Son Kwiatkowski, ex tennista statunitense
- 13 febbraio - Tibor Linka, canoista slovacco
- 13 febbraio - Daniel Malhue, calciatore cileno
- 13 febbraio - Alex Mowatt, calciatore britannico
- 13 febbraio - Georges-Kévin N'Koudou, calciatore camerunese
- 13 febbraio - Lia Neal, ex nuotatrice statunitense
- 13 febbraio - Youness Rahimi, calciatore finlandese
- 13 febbraio - Ray Sandoval, calciatore peruviano
- 13 febbraio - Kingsley Sarfo, calciatore ghanese
- 13 febbraio - Sissal, cantante faroese
- 13 febbraio - Jacopo Tissi, danzatore italiano
- 13 febbraio - Guido Villar, calciatore argentino
- 14 febbraio - CJ Allen, ostacolista statunitense
- 14 febbraio - Jonathan Betancourt, calciatore ecuadoriano
- 14 febbraio - Charlotte Bonnet, nuotatrice francese
- 14 febbraio - Matt Champion, rapper e cantante statunitense
- 14 febbraio - Michaela Dygruber, ex sciatrice alpina austriaca
- 14 febbraio - Diego Fagúndez, calciatore uruguaiano
- 14 febbraio - Lukas Gugganig, calciatore austriaco
- 14 febbraio - Christian Hackenberg, ex giocatore di football americano statunitense
- 14 febbraio - Reda Jaadi, calciatore belga
- 14 febbraio - Sergej Karetnik, calciatore russo
- 14 febbraio - Kalash Criminel, rapper della Repubblica Democratica del Congo
- 14 febbraio - Mihailo Milutinović, ex calciatore serbo
- 14 febbraio - Yohan Rossel, pilota di rally francese
- 14 febbraio - Sam Singer, ex cestista statunitense
- 14 febbraio - Quentin Snider, cestista statunitense
- 14 febbraio - Matías Toma, ex calciatore uruguaiano
- 14 febbraio - Nikita Tregubov, skeletonista russo
- 14 febbraio - Sōtīrīs Tsiloulīs, calciatore greco
- 15 febbraio - Rafael Burgos, pallavolista dominicano
- 15 febbraio - Anna Claire Clouds, attrice pornografica statunitense
- 15 febbraio - Danutė Domikaitytė, lottatrice lituana
- 15 febbraio - Sara Däbritz, calciatrice tedesca
- 15 febbraio - Markel Etxeberria, calciatore spagnolo
- 15 febbraio - Carlotta Ferlito, ex ginnasta italiana
- 15 febbraio - David Gamm, slittinista tedesco
- 15 febbraio - Go Min-si, attrice sudcoreana
- 15 febbraio - Jomo Harris, calciatore inglese
- 15 febbraio - Gaby Kiki, calciatore camerunese
- 15 febbraio - Evy Kuijpers, ciclista su strada e ciclocrossista olandese
- 15 febbraio - Joe Lumley, calciatore inglese
- 15 febbraio - Chris Nanco, ex calciatore canadese
- 15 febbraio - Ramazan Ramazanov, lottatore russo
- 15 febbraio - Luis Ángel Rodríguez Ayazo, calciatore colombiano
- 15 febbraio - Diego Rojas, calciatore cileno
- 15 febbraio - Damon Sheehy-Guiseppi, giocatore di football americano statunitense
- 15 febbraio - Megan Thee Stallion, rapper statunitense
- 15 febbraio - Hans Vanwijn, cestista belga
- 15 febbraio - Kevin Wohlrath, cestista tedesco
- 16 febbraio - Giada Andreutti, discobola e bobbista italiana
- 16 febbraio - Nikolina Babić, cestista bosniaca
- 16 febbraio - Filippo Berra, calciatore italiano
- 16 febbraio - Gela Bolkvadze, lottatore georgiano
- 16 febbraio - Davide Cesarini, calciatore sammarinese
- 16 febbraio - Denzel Curry, rapper e cantante statunitense
- 16 febbraio - Katy Dunne, tennista britannica
- 16 febbraio - Vladimir Vasil'evič Fedoseev, scacchista russo
- 16 febbraio - Béryl Gastaldello, nuotatrice francese
- 16 febbraio - Nicolas Gavory, calciatore francese
- 16 febbraio - Ellis Genge, rugbista a 15 inglese
- 16 febbraio - Gaspar Gentile, calciatore argentino
- 16 febbraio - Nikki Havenaar, calciatore giapponese
- 16 febbraio - Jessica Hawkins, pilota automobilistica britannica
- 16 febbraio - Jānis Ikaunieks, calciatore lettone
- 16 febbraio - Israil Madrimov, pugile uzbeko
- 16 febbraio - Tomas Markegård, allenatore di sci alpino e ex sciatore alpino norvegese
- 16 febbraio - Pontus Nordenberg, calciatore svedese
- 16 febbraio - Josh Reynolds, giocatore di football americano statunitense
- 16 febbraio - Roberto Suárez Pier, calciatore spagnolo
- 16 febbraio - Victor Sanders, cestista statunitense
- 16 febbraio - César, calciatore brasiliano
- 16 febbraio - Carina Witthöft, ex tennista tedesca
- 16 febbraio - Ademir da Silva Santos Junior, calciatore brasiliano
- 17 febbraio - Eleonora Bonafini, hockeista su ghiaccio italiana
- 17 febbraio - Piotr Brożyna, ciclista su strada polacco
- 17 febbraio - Matt Campbell, pilota automobilistico australiano
- 17 febbraio - Eva Cela, attrice italiana
- 17 febbraio - Omer Danino, ex calciatore israeliano
- 17 febbraio - Troy Fumagalli, giocatore di football americano statunitense
- 17 febbraio - León Helm, giocatore di football americano tedesco
- 17 febbraio - Madison Keys, tennista statunitense
- 17 febbraio - Romain Mahieu, ciclista di BMX francese
- 17 febbraio - Sony Michel, ex giocatore di football americano statunitense
- 17 febbraio - Gonçalo Oliveira, tennista portoghese
- 17 febbraio - Marvin da Graça, calciatore lussemburghese
- 17 febbraio - Veljko Simić, calciatore serbo
- 17 febbraio - Stéphane Sparagna, calciatore francese
- 17 febbraio - Andre Spight, cestista statunitense
- 18 febbraio - Sofía Aispurúa, cestista argentina
- 18 febbraio - Nathan Aké, calciatore olandese
- 18 febbraio - Gülsim Ali, attrice e modella turca
- 18 febbraio - Esteban Cejudo, giocatore di calcio a 5 spagnolo
- 18 febbraio - Samantha Crawford, tennista statunitense
- 18 febbraio - Pol García, calciatore spagnolo
- 18 febbraio - Nader Ghandri, calciatore francese
- 18 febbraio - Caroline Graham Hansen, calciatrice norvegese
- 18 febbraio - Michail Koljada, pattinatore artistico su ghiaccio russo
- 18 febbraio - Wouter Marinus, ex calciatore olandese
- 18 febbraio - Orri Sigurður Ómarsson, calciatore islandese
- 18 febbraio - Doru Popadiuc, calciatore rumeno
- 18 febbraio - Matheus Reis, calciatore brasiliano
- 18 febbraio - Rúnar Alex Rúnarsson, calciatore islandese
- 18 febbraio - Rosie Taylor-Ritson, attrice britannica
- 19 febbraio - Agustín Ale, calciatore uruguaiano
- 19 febbraio - Nicola Bagioli, ex ciclista su strada italiano
- 19 febbraio - Elijah Brown, cestista statunitense
- 19 febbraio - Mikkel Desler, calciatore danese
- 19 febbraio - Alassane Diallo, ex calciatore maliano
- 19 febbraio - Aleksandr Jaremčuk, atleta paralimpico russo
- 19 febbraio - Nikola Jokić, cestista serbo
- 19 febbraio - Nolan Mbemba, calciatore francese
- 19 febbraio - Marcus Monsen, ex sciatore alpino norvegese
- 19 febbraio - Adam Pecháček, cestista ceco
- 19 febbraio - Nichelle Prince, calciatrice canadese
- 19 febbraio - Daly Santana, pallavolista portoricana
- 19 febbraio - Elien Van Wynendaele, ex calciatrice belga
- 19 febbraio - Samuel Walker, pallavolista australiano
- 20 febbraio - Daniel Avramovski, calciatore macedone
- 20 febbraio - Giacomo Azzoni, giocatore di calcio a 5 italiano
- 20 febbraio - Vegard Bergan, calciatore norvegese
- 20 febbraio - Lorenzo Bugli, politico sammarinese
- 20 febbraio - Milana Dadaševa, lottatrice russa
- 20 febbraio - Dee Delaney, giocatore di football americano statunitense
- 20 febbraio - Ashraf Amgad El-Seify, martellista egiziano
- 20 febbraio - Nafia Kuş, taekwondoka turca
- 20 febbraio - Taku Lee, giocatore di football americano giapponese
- 20 febbraio - Kire Markoski, calciatore macedone
- 20 febbraio - Simon Maurberger, sciatore alpino italiano
- 20 febbraio - Franco Negri, calciatore argentino
- 20 febbraio - Elinor Purrier St. Pierre, mezzofondista statunitense
- 20 febbraio - Artëm Simonjan, calciatore russo
- 20 febbraio - Ionuț Vînă, calciatore rumeno
- 21 febbraio - Gankhaich Bold, judoka mongola
- 21 febbraio - Ana Carolina Cannone, calciatrice brasiliana
- 21 febbraio - Lovisa Claesson, canottiera svedese
- 21 febbraio - Fred Dembi, calciatore congolese (Repubblica del Congo)
- 21 febbraio - Franco Escobar, calciatore argentino
- 21 febbraio - Giveon, cantante statunitense
- 21 febbraio - Anton Liljenbäck, calciatore svedese
- 21 febbraio - Aleksej Nikolić, cestista sloveno
- 21 febbraio - Lasse Nilsen, calciatore norvegese
- 21 febbraio - Mario Piccinocchi, ex calciatore italiano
- 21 febbraio - Sebastian Rudol, calciatore polacco
- 21 febbraio - Matej Senić, calciatore croato
- 21 febbraio - Bryan Tamacas, calciatore salvadoregno
- 21 febbraio - Donovan Wilson, giocatore di football americano statunitense
- 21 febbraio - Jonathan da Silveira Fernandes Reis, calciatore brasiliano
- 21 febbraio - Robin van der Meer, calciatore olandese
- 22 febbraio - Nathalee Aranda, lunghista panamense
- 22 febbraio - David Barbona, calciatore argentino
- 22 febbraio - Sergio Castel, calciatore spagnolo
- 22 febbraio - Ryan Christie, calciatore scozzese
- 22 febbraio - Andreas Christodoulou, cestista cipriota
- 22 febbraio - Elliot Collier, calciatore neozelandese
- 22 febbraio - Melvin Frazier, cestista statunitense
- 22 febbraio - José Alberto García, calciatore messicano
- 22 febbraio - Devonte' Graham, cestista statunitense
- 22 febbraio - Marko Kordić, calciatore montenegrino
- 22 febbraio - Trent Kowalik, attore, cantante e ballerino statunitense
- 22 febbraio - Lexa, cantante, personaggio televisivo e ballerina brasiliana
- 22 febbraio - Kaleb McGary, giocatore di football americano statunitense
- 22 febbraio - Yui Narumiya, calciatrice giapponese
- 22 febbraio - Enzo Oddo, arrampicatore francese
- 22 febbraio - Jacopo Petriccione, calciatore italiano
- 22 febbraio - Joachim Ramoser, ex hockeista su ghiaccio italiano
- 22 febbraio - Daniel Ríos, calciatore messicano
- 22 febbraio - Mindaugas Sušinskas, cestista lituano
- 22 febbraio - Muamer Tanković, calciatore svedese
- 22 febbraio - Redeem Tlang, calciatore indiano
- 22 febbraio - Daryl Worley, giocatore di football americano statunitense
- 22 febbraio - Robert Zinn, cestista tedesco
- 23 febbraio - Abrahan Alfonso, pallavolista cubano
- 23 febbraio - Valarie Allman, discobola statunitense
- 23 febbraio - Cristián Arano, calciatore boliviano
- 23 febbraio - Doris Bačić, calciatrice croata
- 23 febbraio - Paula Beer, attrice tedesca
- 23 febbraio - Ramsleii Boelijn, calciatore olandese
- 23 febbraio - Saša Jokić, giocatore di football americano serbo
- 23 febbraio - Syro, cantante portoghese
- 23 febbraio - Zión Moreno, modella e attrice statunitense
- 23 febbraio - Hijiri Onaga, calciatore giapponese
- 23 febbraio - Andrew Wiggins, cestista canadese
- 24 febbraio - Igor Aleksovski, calciatore macedone
- 24 febbraio - Luca Ghiotto, pilota automobilistico italiano
- 24 febbraio - Nebojša Kosović, calciatore montenegrino
- 24 febbraio - Peter Longobardi, taekwondoka britannico
- 24 febbraio - Stephanie Mavunga, cestista zimbabwese
- 24 febbraio - Josh Murphy, calciatore inglese
- 24 febbraio - Jacob Murphy, calciatore inglese
- 24 febbraio - Marko Pejić, calciatore croato
- 24 febbraio - Petro Stasjuk, calciatore ucraino
- 24 febbraio - Emanuel Taffertshofer, calciatore tedesco
- 24 febbraio - Elena Taloş, triplista rumena
- 25 febbraio - Christian Baumann, ginnasta svizzero
- 25 febbraio - Ksenija Dudkina, ginnasta russa
- 25 febbraio - Theresa Fitzpatrick, rugbista a 15 neozelandese
- 25 febbraio - Mario Hezonja, cestista croato
- 25 febbraio - Dejan Iliev, calciatore macedone
- 25 febbraio - Dmytro Kravčenko, calciatore ucraino
- 25 febbraio - Christopher Long, calciatore inglese
- 25 febbraio - Francesca Michielin, cantautrice e polistrumentista italiana
- 25 febbraio - Romeo N'tia, lunghista e triplista beninese
- 25 febbraio - Aybüke Pusat, attrice, ballerina e modella turca
- 25 febbraio - Jimmy Salem, cestista libanese
- 25 febbraio - Houston Stevenson, attore canadese († 2022)
- 25 febbraio - Viktorija Tomova, tennista bulgara
- 25 febbraio - Carlotta Toni, nuotatrice italiana
- 25 febbraio - Jonathan Williams, cestista statunitense
- 25 febbraio - Arbër Zeneli, calciatore svedese
- 25 febbraio - Michail Šechtman, pianista e direttore d'orchestra russo
- 26 febbraio - Dávid Ivan, calciatore slovacco
- 26 febbraio - Jesse Edge, calciatore neozelandese
- 26 febbraio - Valentin Grubeck, calciatore austriaco
- 26 febbraio - Kristofor Mahler, sciatore freestyle canadese
- 26 febbraio - Clayton Murphy, mezzofondista statunitense
- 26 febbraio - Anton Persson, fondista svedese
- 26 febbraio - Daniel Soungole, calciatore ivoriano
- 26 febbraio - P.J. Walker, giocatore di football americano statunitense
- 26 febbraio - Joe Wright, calciatore gallese
- 26 febbraio - Gergő Zalánki, pallanuotista ungherese
- 27 febbraio - Guram Adžoev, ex calciatore russo
- 27 febbraio - Jim Allevinah, calciatore gabonese
- 27 febbraio - Carlos Henrique Alves Pereira, calciatore brasiliano
- 27 febbraio - Osvaldo Arroyo, calciatore argentino
- 27 febbraio - Djigui Diarra, calciatore maliano
- 27 febbraio - Jeff Hardeveld, calciatore olandese
- 27 febbraio - Jeison Medina, calciatore colombiano
- 27 febbraio - Sergej Milinković-Savić, calciatore serbo
- 27 febbraio - Jalen Myrick, giocatore di football americano statunitense
- 27 febbraio - Kōsuke Nakamura, calciatore giapponese
- 27 febbraio - Agustí Sans, cestista spagnolo
- 27 febbraio - Jack Sergeant, calciatore gibilterriano
- 27 febbraio - Tomáš Souček, calciatore ceco
- 27 febbraio - Cameron Sutton, giocatore di football americano statunitense
- 27 febbraio - Andrigo, calciatore brasiliano
- 28 febbraio - Randy Arozarena, giocatore di baseball cubano
- 28 febbraio - Madisen Beaty, attrice statunitense
- 28 febbraio - Mollie Campbell, ex cestista britannica
- 28 febbraio - Lauren Carlini, pallavolista statunitense
- 28 febbraio - Dilan Çiçek Deniz, attrice e modella turca
- 28 febbraio - Matteo Donati, allenatore di tennis e ex tennista italiano
- 28 febbraio - Thomas Grün, cestista lussemburghese
- 28 febbraio - Jon Guridi, calciatore spagnolo
- 28 febbraio - Uche Ikpeazu, calciatore ugandese
- 28 febbraio - Piotr Johansson, calciatore svedese
- 28 febbraio - Liu Yiming, calciatore cinese
- 28 febbraio - Kyumbe Munguti, mezzofondista keniota
- 28 febbraio - Javier Muñoz, calciatore spagnolo
- 28 febbraio - Matias Ojala, calciatore finlandese
- 28 febbraio - Nicole Regnier, calciatrice colombiana
- 28 febbraio - Christian Sengfelder, cestista tedesco
- 28 febbraio - Quinn Shephard, attrice, regista e sceneggiatrice statunitense
- 28 febbraio - Veeze, rapper statunitense
- 28 febbraio - Stefan Vico, calciatore montenegrino